# Anguis veronensis
Orvet de Vérone
Espèce
Synonymes
- Anguis cinereus Risso, 1826
- Anguis cinerea Risso, 1826
- Anguis bicolor Risso, 1826

L'Orvet de Vérone (Anguis veronensis) est une espèce de sauriens de la famille des Anguidae.

## Répartition
Cette espèce se rencontre en Italie et dans le sud-est de la France.

## Étymologie
Son nom d'espèce, composé de veron[a] et du suffixe latin -ensis, « qui vit dans, qui habite », lui a été donné en référence au lieu de sa découverte.

## Taxinomie
Cette espèce a été rétablie en 2013 par Gvoždík et al. dans un premier temps sous le nom d'Anguis cinerea,. Il est apparu que le nom Anguis veronensis était antérieur et a donc été adopté.

## Publication originale
- Pollini, 1818 : Lettera del sig. dott. Ciro Pollini al Direttore della Biblioteca Italiana intorno ad alcune malattie degli ulivi e ad alcuni serpenti del Veronese, per servire di appendice alla sua Memoria su lo stesso argomento inserita nel T. VIII, p. 63 di questa Biblioteca, ed a quella del sig. Bernardino Angelini intorno al Marasso da noi pure inserita nel T. VII, pag. 451. Biblioteca Italiana ossia Giornale di letteratura scienze ed arti, vol. 9, p. 236–240.